# Escola de Música i Danses de Mallorca
L'Escola de Música i Danses de Mallorca és una associació sense ànim de lucre denominada oficialment Escola de Música i Danses de Mallorca Bartomeu Enseñat i Estrany que es constitueix a Palma (Illes Balears) a l'empara de la Llei Orgànica 1/2002 i té per finalitats l'estudi, documentació, ensenyament, difusió i foment dels elements de la cultura popular i tradicional de Mallorca, especialment el ball, la música, els instruments i la indumentària.
El 2015 fou guardonada amb la Medalla d'Or del Consell de Mallorca.